# صقير
صُقَير (الاسم العلمي: Microhierax)، جنس طيور جارحة من فصيلة الصقرية،أعطانها في جنوب شرق آسيا وهي أصغر أعضاء الصقريات، ويبلغ متوسط طولها قرابة 15 سم (5.9 بوصة) ووزنها 35 جم (1.2 أونصة). أصغر أعضاء الجنس هو صقير أسود الفخذ المنتشر نسبيًا وصقير أبيض الجبهة في جزيرة بورنيو.